# 1-335 (серія будинків)
I-335 — серія панельних, переважно 5-поверхових житлових будинків, що найчастіше трапляється по всьому колишньому СРСР. Надбання Ленінградського відділу Міськбудпроекта (архітектори Б. Н. Баникін, В. Б. Артем'єва та Л. А. Смірнова).

## Опис
Для зовнішнього вигляду 1-335 характерні: видовжені вікна на сходових клітинах, майже на всю висоту панелі, які виступають більше, ніж у серії аналогічного планування 1-464; козирки чотирисхилого даху; вузькі (не на всю ширину панелі) балкони; в теплому та помірному кліматі — найчастіше широкі вікна квартир (двостулкові квадратні та в середньому на 10 см ширші, ніж в інших «хрущовках» того періоду). Торцеві стіни без балконів, складаються з 4-х панелей, дві панелі з вікнами в центрі або по краях. У другому випадку в одному з бічних фасадів є зовнішня пожежна драбина. Дах зазвичай чотирьохскатний залізний або з хвилястого азбоцементу. В іншій модифікації, зокрема яку будував Полюстровський домобудівний комбінат (ДБК-1) (вона трапляється і в інших регіонах), може бути плаский дах взагалі без горища.
Серія 1-331 — один з перших проєктів (поряд з K-7) «напівкаркасної» схеми (неповний каркас і навісні панелі). Пізніші модифікації мають повний каркас. Опорні стіни — поздовжні (на що вказує «I» в назві серії). Число секцій у вихідній модифікації — 3, 4, 5, 6, 8 і 10. На майданчику по 4 квартири. Квартири 1-, 2 — та 3-кімнатні, висота стель — 2,55 м. Центральна кімната в 3-кімнатній квартирі прохідна. Санвузол суміщений. Вода і теплопостачання централізоване. Ліфтів та сміттєпроводів у модифікаціях 5 поверхів і нижче немає.

## Модифікації

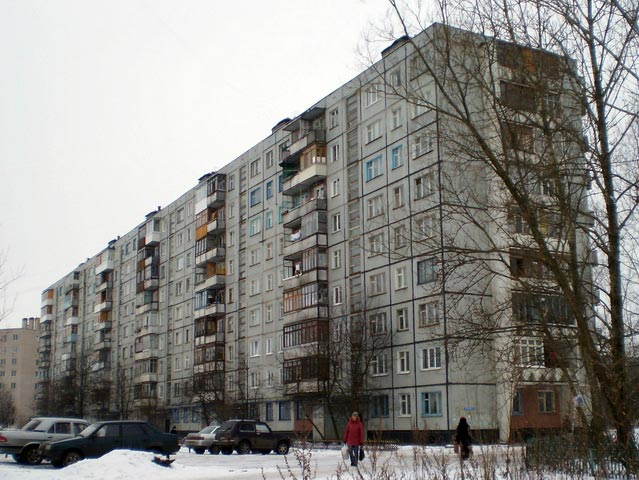
Дев'ятиповерховий будинок серії 1-335АК на вулиці Ломоносова у Великому Новгороді (рік побудови — 1983)

Будинки цієї серії зводили з 1956 року по 1968 рік, після чого перейшли до модернізованих серій I-335К, I-335А, I-335АК і I-335Д, які будували аж до кінця 1980-х років, в деяких містах 7 або 9 поверхів. Нині такі будівлі можуть бути сановані/реконструйовані.
На основі базової серії 1-335А Ленінградський зональний науково-дослідний і проєктний інститут розробив типові проєкти дитячих ясел-садків: на 140 місць (типовий проєкт 1-335А-211-1-1) і 280 місць (типовий проєкт 1-335А-211-1-2).

## Поширення

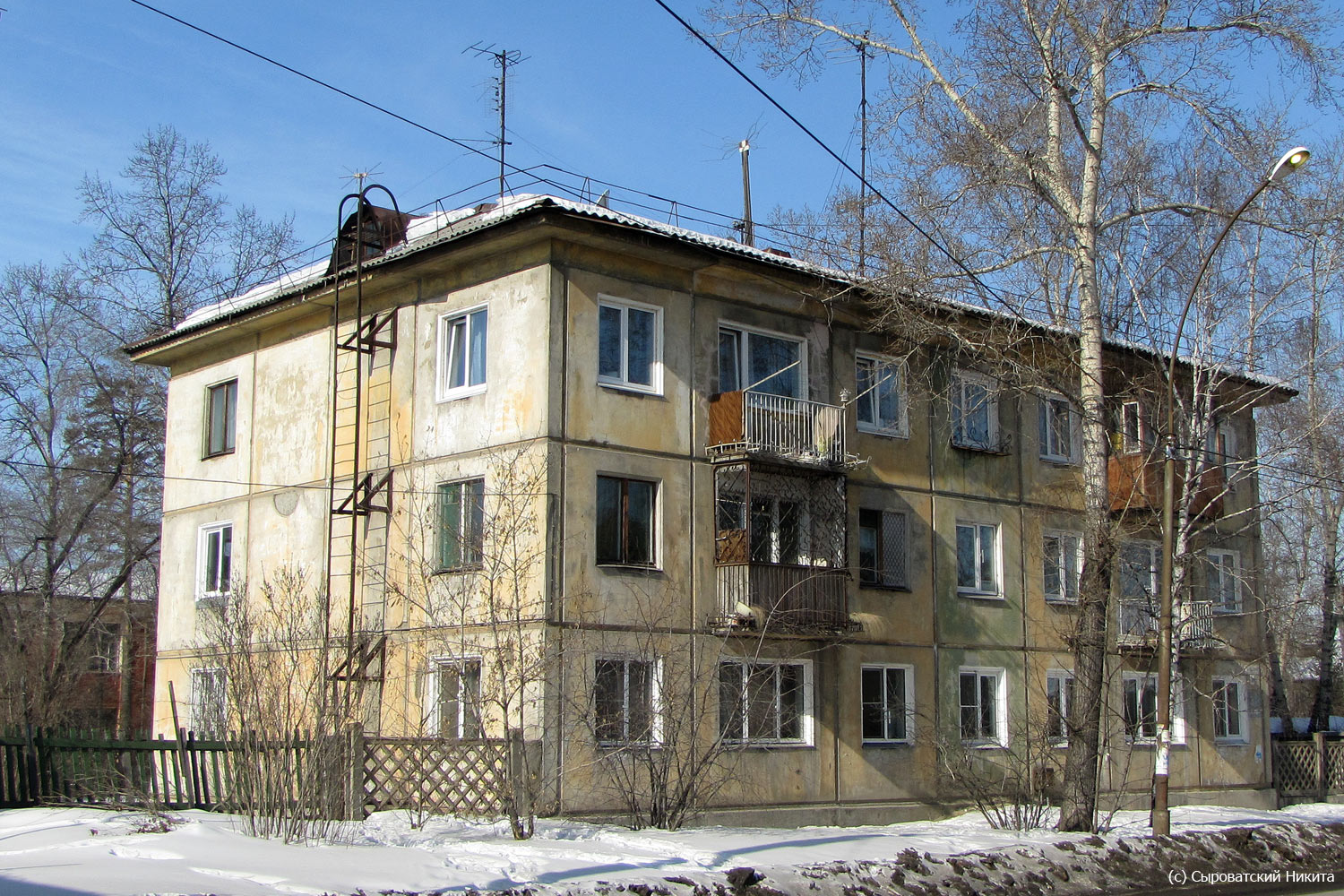
Пілотний будинок серії 1-335 (Ангарськ)

Серія дуже поширена на просторах колишнього СРСР. Перший будинок цієї серії побудовано в Ангарську (вул. Східна, 23) і здано в кінці січня 1959 року. Це триповерховий будинок, і тому серія дістала цифру 3 в якості першої цифри коду. У 2019 році цей будинок визнали аварійним і розселили, а у 2020 році запланували до експериментального знесення. Експеримент дасть змогу дізнатися, наскільки каркас будинку втратив жорсткість, визначити ступінь зносу, з'ясувати залишкову сейсмостійкість і зробити висновки щодо інших будівель зазначеної серії.
У Москві 335 серію будували із завезених конструкцій; у квартальній забудові вона трапляється як окреме вкраплення.
Найбільшу кількість будинків цієї серії було побудовано в Санкт-Петербурзі, де їх випускав Полюстровський ДБК — 289 будівель, усього 1442 секції в Красногвардійському й Калінінському районах міста.
В Омську експлуатують 170 будинків серії I-335ПК з неповним каркасом (понад 2 % всього обсягу цієї серії в країні).
У Тулі спочатку було вирішено зводити будинки іменної серії, будівельники зіткнулися з низкою технологічних проблем. Тому вирішили запровадити свої панелі для будівництва, так на світ з'явилася серія 1-335АТ (тульська). Панелі для неї виробляли на двох заводах — Алексинському ЗБВ і ЗКД (Завод великих деталей). Першим районом, де почали зводити такі будинки, став Пролетарський.
Наймасовіша серія житлових будинків у регіонах Півдня Західного Сибіру та Казахстані.
В Архангельську будинки 9-поверхової версії (серії 1-335АК) зводили до 1990-х років.